# Hulst (Países Baixos)

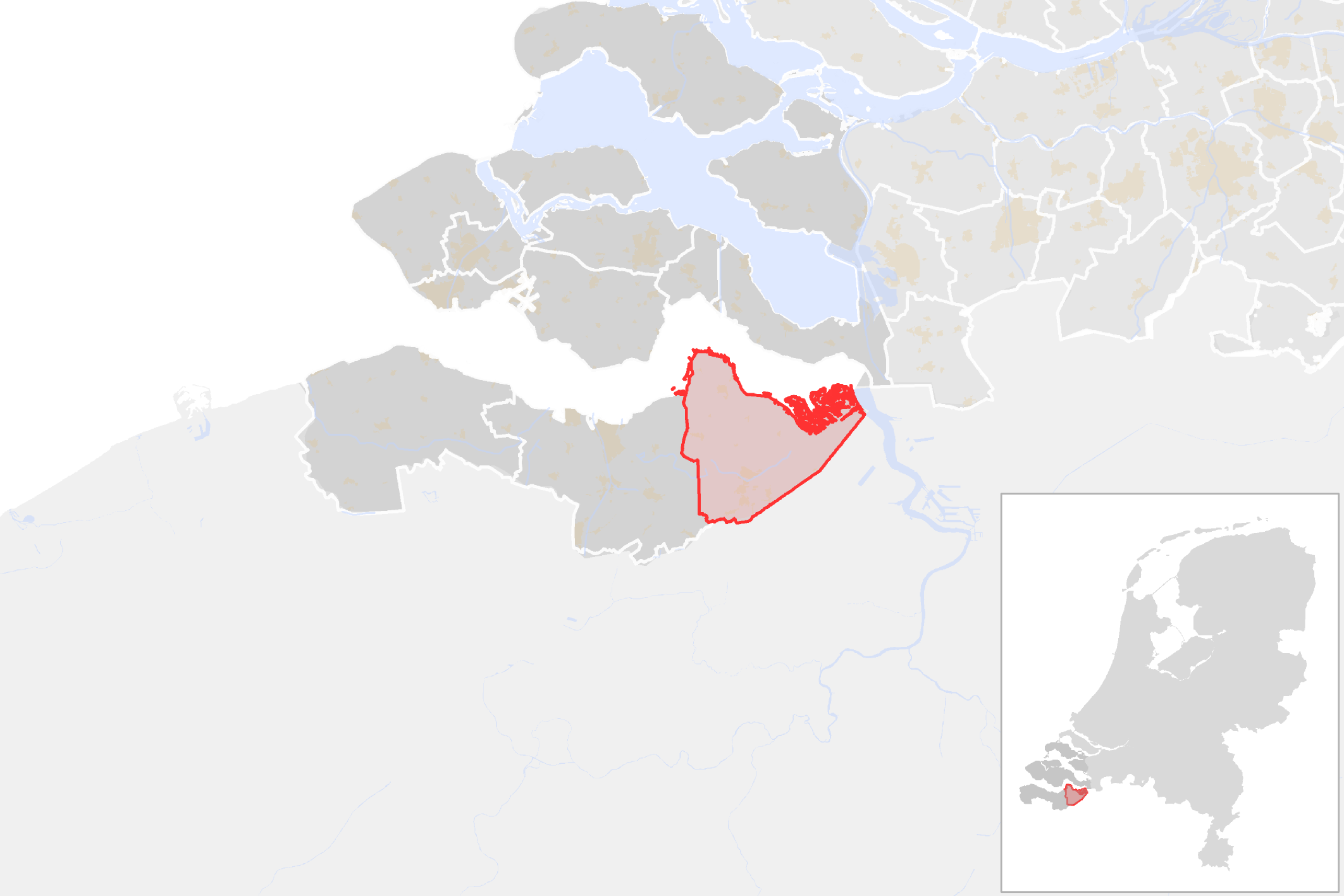
Município de Hulst

Hulst (em zeêuws e flamengo oriental: ('t) Ulst) é um município e uma cidade da província da Zelândia, nos Países Baixos. O município tem 27 395 habitantes (30 de abril de 2017, fonte: CBS) e abrange uma área de 251,82 km² (dos quais 50,38 km² de água).
Hulst está localizada na Zeêuws-Flandres e nas margens do rio Escalda.